# Baltazar Aquino
Baltazar Aquino (San Juan, 6 januari 1911 - ?) was een Filipijns bestuurder.

## Biografie
Baltazar Aquino werd geboren op 6 januari 1911 in San Juan in de Filipijnse provincie La Union. Aquino voltooide in 1934 een studie civiele techniek. Aansluitend was hij tot 1940 als civiel ingenieur in La Union en Pangasinan. In 1940 volgde een benoeming tot assistent civiel ingenieur van La Union en in 1945 werd hij districtsingenieur van de provincie. Later was Aquino ingenieur in Baguio City en in mei 1958 werd hij benoemd tot districtsingenieur van Aklan. In augustus 1959 volgde overplaatsing naar Benguet. Nadien was hij tot 1966 ingenieur bij de stad Quezon City
In 1966 werd Aquino benoemd tot Commissaris van de snelwegen en in augustus 1967 werd hij tevens benoemd tot onderminister van Publieke Werken. Van 1974 tot 1979 was Aquino Minister van Snelwegen in het kabinet van president Ferdinand Marcos.
Aquino was getrouwd met Pepita Imperial.